# 買麻藤屬
买麻藤属（学名：Gnetum）是买麻藤科（Gnetaceae）的唯一属，约35种，分布在亚洲、非洲和南美洲等热带、亚热带地区，中国有7种，生长在南方各地。
本科植物为常绿乔木、灌木或藤本；单叶广阔，羽状脉，类似被子植物，但胚珠裸露则又和裸子植物相同，但和裸子植物不同的是无树脂，后生木质部有导管和有花被，因此介乎二者之间，以前分类属于裸子植物，最新的分类单独列为一个门。许多种类的果实和叶可以食用，有的种类也可以作为药用。
属名Gnetum是Gnemon的变形，指时针计。